# Горобец, Николай Игнатьевич
Николай Игнатьевич Горобец (1885 год с. Беево, Роменский район, Сумская область, Украина — 1963 год) — старший чабан колхоза «Социализм» Мартукского района Актюбинской области, Казахская ССР. Герой Социалистического Труда (1948).

## Биография
Николай Игнатьевич Горобец родился в 1885 году в селе Беево Роменского района Сумской области Украины в семье крестьянина-бедняка. 
В 1916 году его семья переехала в поселок Нагорный Актюбинского уезда.
Во время Первой мировой войны был призван в армию и попал в плен. 
В 1917 году, после возвращения из плена, занялся крестьянским трудом. 
В 1930 году вступил в колхоз "Социализм" Мартукского района, где работал сначала рядовым колхозником, затем полеводом, а с 1934 года — животноводом-чабаном.
В 1947 году Николай Горобец вырастил от 420 грубошерстных овцематок 534 ягнят при среднем весе ягненка к отбивке 41 кг.
В 1950 году был назначен заведующим овцеводческой фермой, где продолжал добиваться высоких результатов в развитии отрасли. 
В 1953 году, по состоянию здоровья, перешел на работу рядовым колхозником.
Горобец Николай Игнатьевич скончался в 1963 году. Его родные продолжали жить в поселке Нагорный, колхоз "Социализм" Мартукского района.

### Общественная деятельность
С 1939 года неоднократно избирался депутатом Мартукского райсовета и Нагорного сельсовета депутатов трудящихся.
За выдающиеся успехи в животноводстве Николай Горобец стал участником первого республиканского слета животноводов в Алма-Ате и Всесоюзной сельскохозяйственной выставки в 1939 году.

## Награды
Указом Президиума Верховного Совета СССР от 23 июля 1948 года «за получение высокой продуктивности животноводства в 1947 году» удостоен звания Героя Социалистического Труда с вручением ордена Ленина и золотой медали «Серп и Молот»
В 1945 году был награжден медалью "За доблестный труд в Великой Отечественной войне 1941–1945 гг.".